# 태안 (전진)
태안(太安)은 중국 전진(前秦) 애평제(哀平帝)의 연호이다. 385년 8월에서 386년 10월까지 1년 3개월 동안 사용하였다. 386년 10월, 서연(西燕)의 공격을 받아 애평제는 살해되고 태안 연호는 폐지되었다. 그러나 11월에 농서(隴西)의 부등(苻登)이 뒤를 이어 즉위하였고 바로 개원하였다.
같은 시기에 사용된 다른 연호로는 동진(東晉)에서 사용한 태원(太元 : 376년 ~ 396년), 후연(後燕)에서 사용한 연원(燕元 : 384년 ~ 386년), 건흥(建興 : 386년 ~ 396년), 후진(後秦)에서 사용한 백작(白雀 : 384년 ~ 386년), 건초(建初 : 386년 ~ 394년), 서진(西秦)에서 사용한 건의(建義 : 385년 ~ 388년), 후량(後凉)에서 사용한 태안(太安 : 386년 ~ 389년), 서연(西燕)에서 사용한 경시(更始 : 385년 ~ 386년), 창평(昌平 : 386년), 건명(建明 : 386년), 건평(建平 : 386년), 건무(建武 : 386년), 중흥(中興 : 386년 ~ 394년), 북위(北魏)에서 사용한 등국(登國 : 386년 ~ 396년)이 있다.

## 연대대조표
| 태안                | 원년            | 2년                                                                                 |
| 서력                | 385년           | 386년                                                                               |
| 육십간지 (六十干支) | 을유(乙酉)      | 병술(丙戌)                                                                          |
| 동진 (東晉)         | 태원(太元) 10년 | 11년                                                                                |
| 후연 (後燕)         | 연원(燕元) 2년  | 3년 건흥(建興) 원년                                                                 |
| 후진 (後秦)         | 백작(白雀) 2년  | 3년 건초(建初) 원년                                                                 |
| 서진 (西秦)         | 건의(建義) 원년 | 2년                                                                                 |
| 후량 (後凉)         | -               | 태안(太安) 원년                                                                     |
| 서연 (西燕)         | 경시(更始) 원년 | 2년 창평(昌平) 원년 건명(建明) 원년 건평(建平) 원년 건무(建武) 원년 중흥(中興) 원년 |
| 북위 (北魏)         | -               | 등국(登國) 원년                                                                     |

## 같이 보기
- 다른 왕조의 같은 연호
  - 서진(西晉) 태안(302년 ~ 303년)
  - 후량(後凉) 태안(386년 ~ 389년)
  - 북위(北魏) 태안(455년 ~ 459년)
  - 요(遼) 태안(1085년 ~ 1094년)

- 중국의 연호

| 이전 연호 건원(建元) | 중국의 연호 전진(前秦) | 다음 연호 태초(太初) |